# Calcio ai V Giochi del Mediterraneo - Convocazioni al torneo
Al torneo di calcio dei V Giochi del Mediterraneo di Tunisi 1967 vennero convocati i seguenti calciatori.

## Gruppo A

### Algeria
| N. | Pos. | Giocatore                 | Data nascita (età)         | Pres. | Reti | Squadra        |
| -- | ---- | ------------------------- | -------------------------- | ----- | ---- | -------------- |
|    | P    | Abdelkader "Zerga" Ghalem | 27 aprile 1938 (29 anni)   |       |      | MC Alger       |
|    | P    | Abdelkrim Laribi          | 25 dicembre 1943 (23 anni) |       |      | IRB Sougueur   |
|    | P    | Mohamed Nassou            | 4 ottobre 1937 (29 anni)   |       |      | CR Belcourt    |
|    | D    | Ali Attoui                | 21 gennaio 1942 (25 anni)  |       |      | Hamra Annaba   |
|    | D    | Messaoud Beloucif         | 30 novembre 1940 (26 anni) |       |      | AS Khroub      |
|    | D    | Lahmadi Bouden            | 4 dicembre 1938 (28 anni)  |       |      | Hamra Annaba   |
|    | D    | Lakhdar Bouyahi           | 21 gennaio 1946 (21 anni)  |       |      | NA Hussein Dey |
|    | D    | Kamel Lemoui              | 10 luglio 1939 (28 anni)   |       |      | CR Belcourt    |
|    | C    | Hacène Djemaâ             | 6 gennaio 1942 (25 anni)   |       |      | CR Belcourt    |
|    | C    | Noureddine Hamiti         | 19 dicembre 1942 (24 anni) |       |      | CR Belcourt    |
|    | C    | Hacène Lalmas             | 12 marzo 1943 (24 anni)    |       |      | CR Belcourt    |
|    | C    | Abdelhamid Salhi          | 27 agosto 1947 (20 anni)   |       |      | ES Sétif       |
|    | C    | Mustapha Seridi           | 18 aprile 1941 (26 anni)   |       |      | ES Guelma      |
|    | A    | Achour Louahdi            | 14 marzo 1938 (29 anni)    |       |      | CR Belcourt    |
|    | A    | Kamel Beroudji            | 9 settembre 1945 (21 anni) |       |      | OM Ruisseau    |
|    | A    | Amar Bourouba             | 23 marzo 1941 (26 anni)    |       |      | ES Sétif       |
|    | A    | Noureddine Hachouf        | 10 maggio 1940 (27 anni)   |       |      | ES Guelma      |
|    | A    | Mokhtar Khalem            | 10 ottobre 1944 (22 anni)  |       |      | CR Belcourt    |

### Francia B
Allenatore: 
| N. | Pos. | Giocatore         | Data nascita (età)          | Pres. | Reti | Squadra                |
| -- | ---- | ----------------- | --------------------------- | ----- | ---- | ---------------------- |
|    | P    | Henri Ribul       | 1º marzo 1941 (26 anni)     |       |      | US Castres             |
|    | D    | Michel Delafosse  | 25 novembre 1943 (23 anni)  |       |      | US Quevilly            |
|    | D    | Dario Grava       | 11 dicembre 1948 (18 anni)  |       |      | RC Strasbourg          |
|    | D    | Jean-Louis Hodoul | 1º aprile 1946 (21 anni)    |       |      | Olympique de Marseille |
|    | D    | Jean Lempereur    | 28 dicembre 1938 (28 anni)  |       |      | AS Aulnoye             |
|    | D    | Gilbert Planté    | 15 marzo 1941 (26 anni)     |       |      | Gazélec Ajaccio        |
|    | C    | Stéphane Akélian  | 7 dicembre 1940 (26 anni)   |       |      | FC Annecy              |
|    | C    | Gérard Géorgin    | 11 settembre 1940 (26 anni) |       |      | FC Nantes              |
|    | C    | Gérard Hallet     | 4 marzo 1946 (21 anni)      |       |      | ÉDS Montluçon          |
|    | C    | Alain Verhoeve    | 15 novembre 1944 (22 anni)  |       |      | AC Cambrai             |
|    | C    | Freddy Zix        | 7 gennaio 1935 (32 anni)    |       |      | RC Strasbourg          |
|    | A    | Daniel Horlaville | 22 settembre 1945 (21 anni) |       |      | US Quevilly            |
|    | A    | Marc-Kanyan Case  | 14 settembre 1942 (24 anni) |       |      | Gazélec Ajaccio        |
|    | A    | Jacques Stamm     | 4 aprile 1939 (28 anni)     |       |      | US Quevilly            |
|    | A    | Michel Verhoeve   | 29 gennaio 1939 (28 anni)   |       |      | AC Cambrai             |

### Italia B
Allenatore:  Paolo Todeschini
| N. | Pos. | Giocatore          | Data nascita (età)          | Pres. | Reti | Squadra    |
| -- | ---- | ------------------ | --------------------------- | ----- | ---- | ---------- |
|    | P    | Villiam Vecchi     | 28 dicembre 1948 (18 anni)  |       |      | Milan      |
|    | P    | Adriano Zanier     | 22 maggio 1948 (19 anni)    |       |      | SPAL       |
|    | D    | Franco Battisodo   | 15 aprile 1948 (19 anni)    |       |      | Bologna    |
|    | D    | Giovanni Botti     | 16 dicembre 1947 (19 anni)  |       |      | Brescia    |
|    | D    | Franco Cresci      | 15 settembre 1945 (21 anni) |       |      | Varese     |
|    | D    | Giovanni Masiello  | 2 gennaio 1945 (22 anni)    |       |      | Lazio      |
|    | D    | Luigi Pasetti      | 9 settembre 1945 (21 anni)  |       |      | SPAL       |
|    | D    | Giuseppe Tomasini  | 28 settembre 1946 (20 anni) |       |      | Reggina    |
|    | C    | Salvatore Esposito | 3 gennaio 1948 (19 anni)    |       |      | Fiorentina |
|    | C    | Mario Fara         | 14 settembre 1945 (21 anni) |       |      | Catania    |
|    | C    | Domenico Parola    | 15 febbraio 1945 (22 anni)  |       |      | SPAL       |
|    | C    | Nevio Scala        | 22 novembre 1947 (19 anni)  |       |      | Milan      |
|    | C    | Giorgio Vignando   | 17 dicembre 1947 (19 anni)  |       |      | Empoli     |
|    | A    | Pietro Anastasi    | 7 aprile 1948 (19 anni)     |       |      | Varese     |
|    | A    | Pietro Baisi       | 19 settembre 1945 (21 anni) |       |      | Catania    |
|    | A    | Luciano Chiarugi   | 13 gennaio 1947 (20 anni)   |       |      | Fiorentina |
|    | A    | Luciano Paganini   | 2 marzo 1947 (20 anni)      |       |      | Bologna    |
|    | A    | Giuseppe Savoldi   | 21 gennaio 1947 (20 anni)   |       |      | Atalanta   |

### Marocco
Allenatore: Abderrahmane Mahjoub
| N. | Pos. | Giocatore          | Data nascita (età)          | Pres. | Reti | Squadra           |
| -- | ---- | ------------------ | --------------------------- | ----- | ---- | ----------------- |
|    | P    | Allal Ben Kassou   | 30 novembre 1941 (25 anni)  |       |      | FAR Rabat         |
|    | P    | Mohamed Ben Omar   |                             |       |      | FAR Rabat         |
|    | D    | ... Haim           |                             |       |      |                   |
|    | D    | Jalili Fadili      | 1º gennaio 1940 (27 anni)   |       |      | FAR Rabat         |
|    | D    | Moulay Khanousi    | 21 giugno 1939 (28 anni)    |       |      | MAS Fez           |
|    | D    | Kacem Slimani      | 1º gennaio 1948 (19 anni)   |       |      | RS Settat         |
|    | C    | Driss Bamous       | 15 dicembre 1942 (24 anni)  |       |      | FAR Rabat         |
|    | C    | Hamed Dahane       | 1º gennaio 1946 (21 anni)   |       |      | Union Sidi Kacem  |
|    | C    | Ismail Hattab      |                             |       |      | FAR Rabat         |
|    | C    | Sadni Nafai        | 1º gennaio 1940 (27 anni)   |       |      |                   |
|    | A    | Ali Bendayan       |                             |       |      | Raja Casablanca   |
|    | A    | Ahmed Faras        | 7 dicembre 1946 (20 anni)   |       |      | Chabab Mohammedia |
|    | A    | Said Ghandi        | 16 settembre 1948 (18 anni) |       |      | Raja Casablanca   |
|    | A    | Maouhoub Ghazouani | 1º gennaio 1948 (19 anni)   |       |      | TAS de Casablanca |
|    | A    | Houmane Jarir      | 30 novembre 1944 (22 anni)  |       |      | Raja Casablanca   |

## Gruppo B

### Spagna B
Allenatore:  José Santamaría